# أمينة حاليي
أمينة حاليي (10 سبتمبر 1992) هي لاعبة كرة قدم جزائرية تلعب حارسة مرمى لصالح نادي وسط الجزائر ومنتخب الجزائر للسيدات.

## المسيرة الكروية
لعبت لصالح نادي وسط الجزائر.

## المسيرة الدولية
شاركت مع منتخب الجزائر على مستوى الكبار خلال كأس العرب للسيدات 2021.

## روابط خارجية
- أمينة حاليي على إنستغرام